# Diplotaxis puncticollis
Diplotaxis puncticollis är en skalbaggsart som beskrevs av Moser 1918. Diplotaxis puncticollis ingår i släktet Diplotaxis och familjen Melolonthidae. Inga underarter finns listade i Catalogue of Life.